# Salomon Ogrski
Salomon (madžarsko I. Solomon; latinsko Salomonus), ogrski kralj (1063-1087), *. 1053, † 1087. pripadnik dinastije Árpádovcev.

## Življenje
Salomon je bil sin ogrskega kralja Andreja I. in Anastazije Kijevske. Imel je brata Davida in polbrata Jurija. Sestra Adelajda se je omožila s češkim vladarjem Vratislavom II..
Oče je Salomona izbral za prestolonaslednika, zato ga je poročil z Judito, hčerjo svetorimskega cesarja cesarja Henrika III. Oče je obenem kot potencialnega prestolonaslednika moral onemogočiti Salomonovega strica Bélo I. Béla se je umaknil na Poljsko, od tam pa se je s podporo poljskega vladarja Boleslav II. (1058-1079) leta 1060 vrnil z močno vojsko. Bélo je podprla večina ogrskih velikašev. Oče Andrej, ki se je znašel v bratomorni vojni,  se je na pomoč obrnil k svetorimskemu cesarju, toda bil je poražen in je zaradi poškodb med begom umrl.
Zaradi teh dogodkov se je mati je z njim umaknila k Henriku IV., ki je tedaj vladal v Nemčiji, in ki je bil brat Salomonove žene. Cesar je sedaj preko svojega varovanca Salomona skušal doseči vpliv na izbiro ogrskega vladarja. Leta 1063 se je Henriku IV. odločil za vojaški spopad z ogrskim vladarjem Bélo, a se je ta še pred ključno bitko smrtno ponesrečil na svojem dvoru. Tako je Salomon v desetem letu starosti uspel priti do vladarskega položaja, kjer se je obdržal naslednjih 11 let. Na nesrečo naslednika Géze (1074-1077) je mladi odstavljeni kralj s krono pobegnil iz države, papež pa novemu vladarju ni hotel poslati nove krone. Kljub temu Salomon ni bil uspešen pri svojih poskusih, da bi si ponovno pridobil ogrski prestol. Z njim se je v diplomatskih ukrepih proti nemškemu vladarju Henriku IV.  začasno povezal ogrski kralj Ladislav (1077-1095), ko pa je Salomon proti Ladislavu koval zaroto, ga je vladar dal zapreti na višegrajskem stolpu. Od tam je Salomon uspel pobegniti in je leta 1087 umrl nekje na Hrvaškem, oziroma v neki bitki na Balkanu. S tem pa se je v madžarski zgodovini končalo dolgo notranjepolitično konfliktno obdobje, ki je sledilo smrti kralja Štefana.

## Dosežki
Salomon je v spremstvu nemških enot prispel v Székesfehérvár, kjer se je dal kronati. Po umiku nemškega vladarja so se Bélini sinovi in Salomonovi bratranci vrnili v spremstvu poljskih čet. Mlademu kralju se je uspelo obdržati na oblasti, ker  je ogrsko plemstvo je uvidelo, da bi novi notranji boji oslabili državo in so zato kralja Salamona in Béline sinove  Gézo,  Ladislava in Lampreta prepričali v pomiritev.   Salamon je obdržal krono, trije bratje pa so pod vodstvom vojvode Géze v upravo dobili tretjino kraljestva (Tercia pars regni) na severu in vzhodu ogrske države kot njihovo vojvodino.
V prvem obdobju Salomonove vladavine so bili odnosi med njim in njegovimi bratranci vsaj za silo ubrani. To je vodilo do uspehov v zunanji politiki. Na jugu so se Madžari uspešno vpletali v boj za vpliv nad področjem stare Slavonije, ki se je raztezala od Drave do Gvozda, in za vpliv nad področjem stare Hrvaške južno od Gvozda. V tem času je bil kasnejši hrvaški kralj Dimitrij Zvonimir slavonski ban. Ta je bil sorodstveno povezan z Árpádovci, saj je bila njegova žena Helena Lepa hči Béle I.,   s tem pa Salomonova sestrična in sestra Géze, Ladislava in Lampreta. V tem času so Korošci/Karantanci za kratek čas uspeli razširiti svojo oblast nad del bizantinske Dalmacije, ki je obsegal istransko področje, Meranijo, kvarnerske otoke in Hrvaško primorje. Po smrti Ulrika Weimar-Orlamundeja leta 1070 je Zvonimirju prav s pomočjo Ogrske uspelo Karantancem oz. Korošcem iztrgati njihove pridobitve in svojo oblast razširiti na Hrvaško primorje in na otoke Krk, Rab in Osor. Vloga Dimitrija Zvonimirja se je okrepila tudi na hrvaškem dvoru, saj je bil od leta 1070 sovladar Petra Krešimira IV. Ti dogodki so predstavljali politično osnovo, da so si vladarji iz dinastije Árpádovcev že kmalu pridobili trdno oblast nad Slavonijo, nato pa tudi hrvaško krono. Madžari so bili uspešni tudi na vzhodu, kjer so leta 1068 kralj in trije princi premagali Pečenege, leta 1071 pa so s skupnimi močmi osvojili pomembno bizantinsko trdnjavo, ki so jo Madžari imenovali Nándorfehérvár (današnji Beograd).
Toda odnos med kraljem in tremi princi se je kmalu po zmagah skrhal. Pod vprašanjem se je znašla celo njihova vojvodska oblast, ki si jo je hotel župan Vid, kraljevi svetovalec, pridobiti zase. Leta 1074 je na Ogrskem prišlo do državljanske vojne, v kateri je Salomon sprva še uspel premagati vojsko princa Géze, vendar so v naslednjem večjem in odločilnem boju združene čete Géze in Ladislava premagale kraljevo vojsko. Salomon je s krono in zakladnico zbežal v Avstrijo (ki je tedaj obsegala le ozemlje današnje Zgornje in Spodnje Avstrije). Salomon je za pomoč prosil svojega strica, nemškega vladarja Henrika IV., v zameno pa mu je obljubil zvestobo. Cesar je na podlagi mamljive ponudbe nad Madžare poslal svojo vojsko, toda Gézine sile so napad uspele odbiti.